# Pithoviridae
Famille
Sous-familles de rang inférieur
- Orthocedratvirinae
- Orthopithovirinae

Pithoviridae  est un famille de virus de l'ordre des Pimascovirales dans l'embranchement de virus géants Negarnaviricota.